# Раффе, Николя
Николя Раффе (фр. Nicolas Raffet; 22 февраля 1757, Париж — 10 февраля 1803, там же) — французский военачальник времён Великой Французской революции, бригадный генерал.

## Биография
Николя Раффе родился в Париже. В молодости он занялся торговлей, и преуспел, сколотив целое состояние на торговле с Америкой. Вернувшись во Францию в 1789 году, он с первых дней революции присоединился к Национальной гвардии Парижа и был избран капитаном и командиром 3-й роты батальона прихода Святого Рока.
Раффе стремительно завоевал популярность среди своих подчинённых, и 1 июля 1793 года выставил свою кандидатуру на выборах главнокомандующего Национальной гвардией Парижа, но проиграл их генералу Анрио. В период якобинского террора, опасаясь ареста, Раффе покинул национальную гвардию и записался в армейский 9-й гусарский полк, но уже 9 сентября всё равно был арестован в Витри вместе с 20 своими товарищами.
Дожив в тюрьме до падения режима террора, Раффе был освобождён по просьбе одного из депутатов, и вернулся на службу в Национальную гвардию. В апреле 1795 года он участвовал в подавлении беспорядков в Париже, и был ранен выстрелом с баррикады около Нейи. В конце мая 1795 года Раффе все же стал главнокомандующим Национальной гвардии, к то времени уже утратившей свое былое значение, а в августе того же года был произведён в бригадные генералы. 
Однако уже в октябре 1795 года роялисты организовали так называемый Вандемьерский мятеж, который первоначально грозил обернуться успехом. В обществе распространилось мнение, что генерал Раффе не проявил достаточную бдительность и даже тайно сочувствовал роялистам. Поэтому, после подавления мятежа генерал Раффе был отстранён от должности, а в 1797 году, во время очередного переворота даже арестован, во второй раз. 
Через некоторое время генерал Николя Раффе был освобождён, но более не служил ни в НациональноЙ гвардии, ни в армии. Он скончался в Париже в 1803 году. 
Племянником генерала Николя Раффе был Огюст Раффе, знаменитый французский художник. 